# Ificles de Epiro
Ificles de Epiro (fl. siglo IV d. C.) fue un filósofo cínico procedente de la provincia de Ilírico durante el Bajo Imperio romano. Fue contemporáneo de los emperadores Juliano y Valentiniano.
Se tienen muy pocos datos de Ificles. Juliano, en sus Discursos, califica a Ificles como su «compañero». También lo encuadra dentro de la escuela cínica, y lo describía llevando «desaseada la cabellera, el pecho descubierto y un manto en muy mal estado en medio de un terrible invierno», según la imagen típica de quienes profesaban dicha doctrina. Así pues, es probable que se trate del mismo Ificles que enseñó en Antioquía y mantuvo amistad con este emperador romano.
El historiador coetáneo Amiano Marcelino narra en sus Historias cómo Ificles fue elegido por los epirotas —contra su voluntad— para cumplir con la obligación de rendir pleitesía al emperador Valentiniano durante su estancia en Carnunto en el verano de 375. Amiano afirma que Ificles era «famoso por la fortaleza de su espíritu» y «un filósofo defensor de la verdad», y que denunció ante el emperador la nefasta administración del prefecto Petronio Probo en dicha provincia. El episodio también fue mencionado, catorce siglos después, por Edward Gibbon en su Historia de la decadencia y caída del Imperio romano.